# 科登氏双角鳚
科登氏雙角鳚（學名：Coralliozetus cardonae），為輻鰭魚綱鳚形目煙管鳚科雙角鳚屬的一種，分布於西大西洋巴哈馬、波多黎各、維京群島、古拉索與哥倫比亞海域，深度0至4公尺，本魚體細長，頭短鈍，頂部無刺，鼻孔處有觸鬚，眼上方有1對短觸鬚，頸背無觸鬚，上唇中部有凹口，口腔頂部兩側各有一排牙齒，雄魚前半部和背鰭為黑色，佈滿藍色斑點，後半部呈半透明綠色，帶有淺棕色條紋，眼睛後下方有白色、藍邊的條紋，背鰭前3根棘呈白橙色，其餘鰭淡黃色；雌魚呈淡綠色，側邊有一條淡淡的條紋，頭部下方常有黑斑，臉頰上有白色的斜角條紋，背鰭前部白色，體長可達8.5公分，棲息在岩礁區，通常躲在蠕蟲空巢穴，以浮游動物為食，雌魚產附著性卵，由雄魚守護魚卵，生活習性不明。